# Arkadiusz Marciniak
Arkadiusz Marciniak (ur. 1964) – polski archeolog, profesor nauk humanistycznych. Specjalizuje się głównie w zagadnieniach z zakresu nauk historycznych, w tym teorii i metodologii prehistorii. Profesor i wykładowca Wydziału Archeologii Uniwersytetu im. Adama Mickiewicza w Poznaniu oraz Wydziału Historycznego tej uczelni. Członek korespondent Wydziału Nauk Humanistycznych i Społecznych Polskiej Akademii Nauk od 2019. W 2022 został członkiem Academia Europaea. Przewodniczący Komisji Archeologicznej PAN, członek Komisji Antropologii Pradziejów i Średniowiecza działającej przy Komitecie Nauk Pra- i Protohistorycznych PAN oraz Komisji Archeologii Krajów Śródziemnomorskich PAU. 
Absolwent studiów archeologicznych na UAM (rocznik 1987). Doktoryzował się w 1994 roku na podstawie pracy zatytułowanej Rola i charakter materiałów faunistycznych w badaniach prahistorii rozwiniętych społeczeństw rolniczych. Habilitację uzyskał w 2006 roku pisząc rozprawę pt. Zwierzęta w neolicie. Zooarcheologia społeczna pradziejowych społeczności rolniczych. Tytuł profesora nauk humanistycznych nadano mu w 2016 roku.
Jeden z wykonawców pracy badawczej pt. Świat budowniczych osiedli obronnych z początków epoki brązu z Europy Środkowej na przykładzie osady w Bruszczewie, woj. wielkopolskie. Dzieje zasiedlenia; gospodarka i relacje człowiek-środowisko; powiązania ponadregionalne.
W l. 1996 - 1997 stypendysta Programu Fulbrighta na University of California - Santa Cruz. Kierownik projektu edukacyjnego UAM dla specjalistów z dziedziny archeologii i dziedzictwa naturalnego. Projekt ten jako jedyny w Polsce został nagrodzony nagrodą europejską. Dzięki kierowanym przez niego wykopaliskom ustalono iż miasto Çatalhöyük mogło przestać istnieć na skutek gwałtownej zmiany klimatu, która pojawiła się 8,2 tysiące lat temu. Ujawniły to badania chemiczne resztek tłuszczu w garnkach.

## Książki
Arkadiusz Marciniak jest autorem lub współautorem następujących pozycji książkowych:
- Placing Animals in the Neolithic: Social Zooarchaeology of Prehistoric Farming Communities[11]
- Współczesne oblicza przeszłości[12][13]
- Archeologia i jej źródła: materiały faunistyczne w praktyce badawczej archeologii[14]
- Struktura antropologiczna a kulturowe strategie adaptacyjne populacji neolitycznych w Europie Środkowej[15]
- Przeszłość Społeczna: Próba Konceptualizacji[6][16] (redakcja)

## Publikacje naukowe
Jest autorem lub współautorem następujących publikacji naukowych:
- Setting a new agenda : Ian Hodder and his contribution to archaeological theory[17]
- Faunal Materials and Interpretive Archaeology: Epistemology Reconsidered[18]
- Scientific and interpretive components in social zooarchaeology. The case of early farming communities in Kujavia[19]
- Social changes in the early European Neolithic. A taphonomy perspective[20]
- Households and communities in the central Anatolian Neolithic[21]
- Introduction. Assembling the Archaeological Process at Çatalhöyük[22]
- Social transformations in the Late Neolithic and the Early Chalcolithic periods in central Anatolia[23]
- Communities, households and animals: Convergent developments in Central Anatolia and Central European Neolithic[24]
- The Secondary Products Revolution: Empirical Evidence and its Current Zooarchaeological Critique[25]